# 大分スポーツ公園サッカー・ラグビー場
大分スポーツ公園サッカー・ラグビー場（おおいたスポーツこうえん サッカー・ラグビーじょう）は、大分県大分市の大分スポーツ公園内にある球技場である。施設は大分県が所有し、株式会社大宣が指定管理者として運営管理を行っている。2025年1月1日よりクラサスサッカー・ラグビー場（クラサスサッカー・ラグビーじょう）の名称を使用している（後述）。

## 概要
大分スポーツ公園内の施設の一つとして、2001年5月1日に供用を開始した。
天然芝のピッチ2面（Aコート・Bコート）があり、Aコートには夜間照明、放送設備、2,040人収容のスタンド席（日本フットボールリーグ公式サイトにおいてはスタンド席収容人数を1,700人とした上で、芝生席も含めた4,700人収容と発表されている）が整備されている。また、更衣室（シャワー室付き）2室、運営室4室を備える第一管理棟、更衣室、浴室及びシャワー室、マッサージ室、会議室を備える第二管理棟が付設されている。

## 利用
大分トリニータ（Jリーグ）が、隣接する大分スポーツクラブと共に、トップチームの練習や下部組織の練習・試合で使用している。また、ヴェルスパ大分（JFL）がホームグラウンドの一つとして使用している。
2008年9月28日 - 10月2日には、チャレンジ!おおいた国体のサッカー競技が開催された。

## 命名権
※詳細については大分スポーツ公園総合競技場#命名権を参照
2006年に九州石油が、大分スポーツ公園の総合競技場、野球場、サブ競技場、投擲場の命名権を3年契約で取得。この際には、本サッカー・ラグビー場は命名権の対象に含まれていなかった。九州石油は2008年に新日本石油（現・ENEOS）と合併した後も契約を継続したが、2010年2月で契約を満了。
大分トリニータのJ2降格もあって新日本石油に代わるスポンサー探しは難航したが、地場企業の大分銀行が2010年3月1日から命名権を取得し、新たにサッカー・ラグビー場もその対象に加わることになった。その結果、本サッカー・ラグビー場の愛称は「だいぎんサッカー・ラグビー場」（だいぎんサッカー・ラグビーじょう）となっている。
2019年3月1日より東京都に本社を置く化学工業会社の昭和電工が命名権を取得し、名称が「昭和電工サッカー・ラグビー場」（しょうわでんこうサッカー・ラグビーじょう）となった。2023年1月1日に昭和電工および昭和電工マテリアルズが統合し新会社「レゾナック」が誕生、それに併せ同日付でスタジアム名称が「レゾナックサッカー・ラグビー場」に変更された。更に同社が大分コンビナートを中心とする石油化学事業を2025年1月1日付で100%出資子会社のクラサスケミカル株式会社として分社し、独立運営することに合わせ、同日以降大分スポーツ公園内にある各施設の愛称も「クラサス」を付けた愛称に変更することとなり、「クラサスサッカー・ラグビー場」に変更された。

## 公園内のその他施設
- 大分スポーツ公園総合競技場（クラサスドーム大分）
- 大分スポーツ公園野球場（クラサススタジアム）
- 大分スポーツクラブ